# Shirebrook
Shirebrook est une ville britannique du Derbyshire, en Angleterre. Elle fait partie du district de Bolsover et compte environ 13 000 habitants.

## Économie
Elle est le siège de Sports Direct, groupe détenteurs des marques Lonsdale et Everlast.

## Personnalités liées à la ville
- Jason Statham (1967-), acteur, ancien mannequin, y est né ;
- Ray Wilson (1934-2018), joueur de football anglais, il remporte avec l'Angleterre la Coupe du monde en 1966, y est né ;